# Limnophora mesolissa
Limnophora mesolissa är en tvåvingeart som beskrevs av Mario Bezzi 1928. Limnophora mesolissa ingår i släktet Limnophora och familjen husflugor. Inga underarter finns listade i Catalogue of Life.